# NGC 5916
NGC 5916 (другие обозначения — MCG -2-39-20, IRAS15188-1259, PGC 54825) — галактика в созвездии Весы.
Этот объект входит в число перечисленных в оригинальной редакции «Нового общего каталога».